# Tournoi masculin de volley-ball aux Jeux olympiques d'été de 2024
Cet article traite de l'épreuve masculine. Pour la compétition féminine, voir Tournoi féminin de volley-ball aux Jeux olympiques d'été de 2024.
Navigation
Tokyo 2020 Los Angeles 2028
Le tournoi masculin de volley-ball aux Jeux olympiques d'été de 2024 se tient à Paris, en France, du 27 juillet au 10 août 2024. Il s'agit de la seizième édition de ce tournoi masculin depuis son apparition au sein du programme olympique.
Les fédérations affiliées à la FIVB participent par le biais de leur équipe masculine aux épreuves de qualification. Onze équipes rejoignent ainsi la France, nation hôte de la compétition, pour s'affronter lors du tournoi final.

## Lieux des compétitions

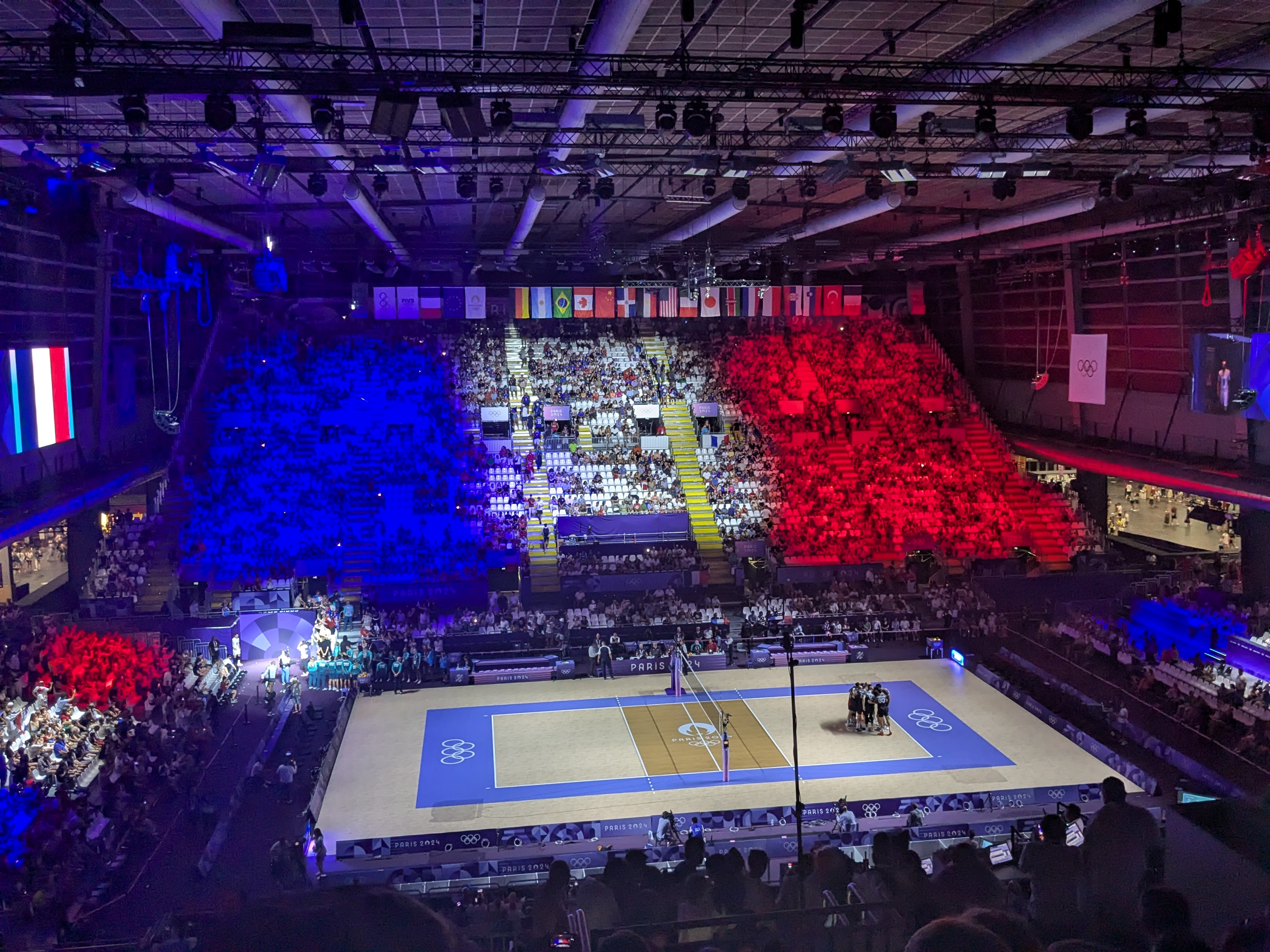
Photo de l'Arena Paris Sud lors du match de poule France Canada.

Les épreuves se déroulent au sein de l'Arena Paris Sud 1 de Paris Expo Porte de Versailles. 

## Équipes qualifiées
| Compétition                              | Compétition        | Date                              | Lieu              | Places | Qualifiés                               |
| ---------------------------------------- | ------------------ | --------------------------------- | ----------------- | ------ | --------------------------------------- |
| Pays organisateur                        | Pays organisateur  | Pays organisateur                 | Pays organisateur | 1      | France                                  |
| Tournois internationaux de qualification | Groupe A           | du 30 septembre au 8 octobre 2023 | Brésil            | 2      | Allemagne Brésil                        |
| Tournois internationaux de qualification | Groupe B           | du 30 septembre au 8 octobre 2023 | Japon             | 2      | États-Unis Japon                        |
| Tournois internationaux de qualification | Groupe C           | du 30 septembre au 8 octobre 2023 | Chine             | 2      | Pologne Canada                          |
| Classement mondial                       | Classement mondial | 24 juin 2024                      | NC                | 5      | Italie Slovénie Égypte Argentine Serbie |
| Total                                    | Total              | Total                             | Total             | 12     |                                         |

## Déroulement de la compétition

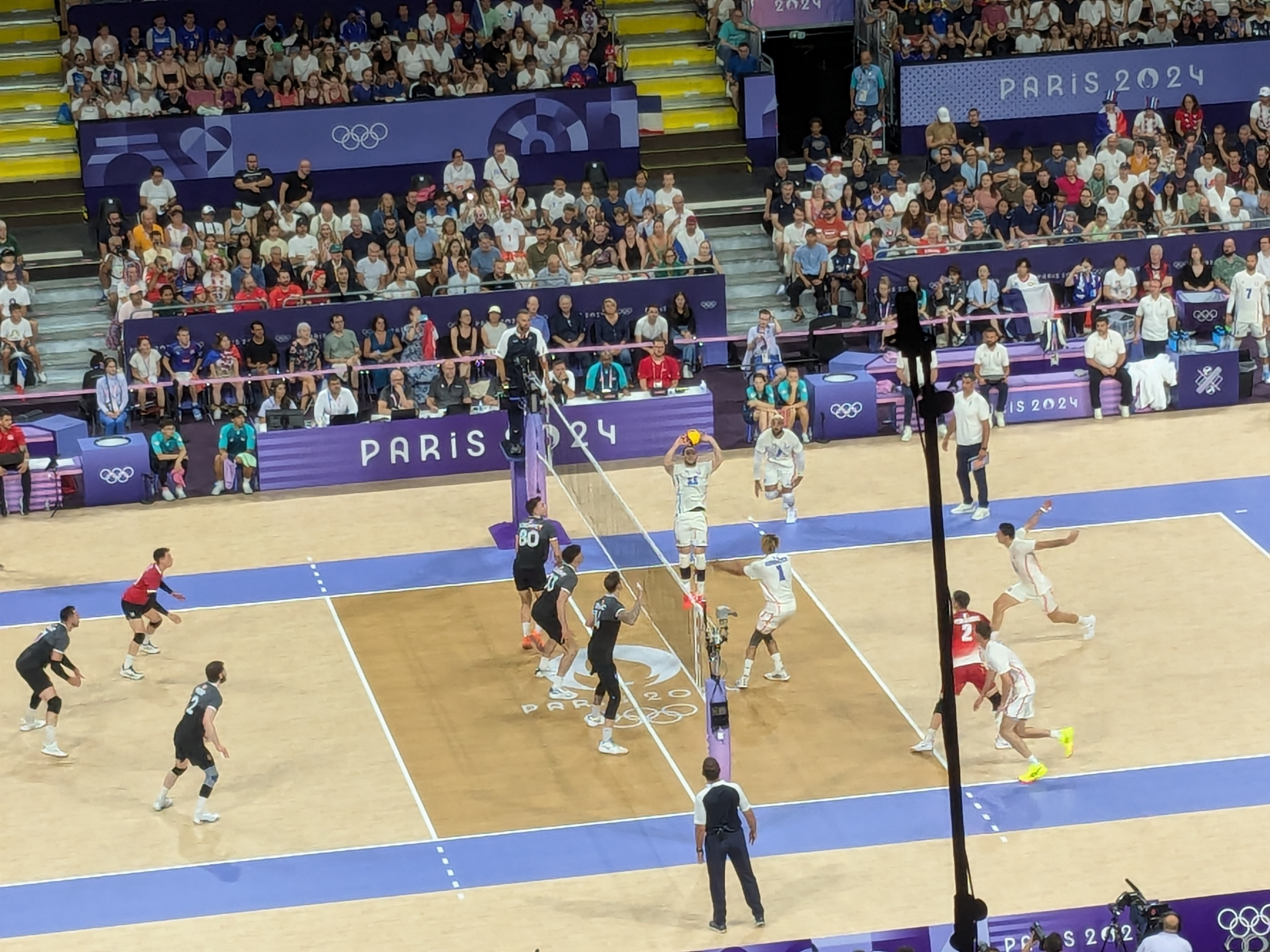
Match de poule France Canada le 30 juillet 2024.

Lors de l’édition précédente, les 12 équipes étaient placées dans deux groupes de 6 pour disputer la phase préliminaire, les 4 premiers de chaque poule se qualifiant pour les quarts de finale.
En 2024, il y a trois groupes de 4 équipes. Les 2 premiers se qualifient pour les quarts de finale et les deux places restantes sont attribuées aux 2 meilleurs troisièmes.
Pour classer les équipes qualifiées pour les quarts de finale, les critères suivants sont appliqués :
1. rang dans la poule ;
2. nombre de matches gagnés ;
3. nombre de points ;
4. différence de sets ;
5. différence de points ;
6. résultat particulier ;
7. classement mondial.

## Calendrier
| - P : premier tour - ¼ : quarts de finale - ½ : demi-finales - f : match pour la 3e place - F : finale |

| Juillet | Juillet | Juillet | Juillet | Juillet | Août | Août | Août | Août | Août | Août | Août | Août | Août | Août |
| 27      | 28      | 29      | 30      | 31      | 1er  | 2    | 3    | 4    | 5    | 6    | 7    | 8    | 9    | 10   |
| ------- | ------- | ------- | ------- | ------- | ---- | ---- | ---- | ---- | ---- | ---- | ---- | ---- | ---- | ---- |
| P       | P       |         | P       | P       |      | P    | P    |      | ¼    |      | ½    |      | f    | F    |

## Premier tour
Légende
- qualifié pour les quarts de finale.
- possiblement qualifié pour les quarts de finale, en tant que meilleur troisième.

### Groupe A
| # | Équipe   | Pts | J | G | Gt | Pt | P | Sp | Sc | Ratio | Pp  | Pc  | Ratio |
| 1 | Slovénie | 8   | 3 | 2 | 1  | 0  | 0 | 9  | 3  | 3     | 282 | 252 | 1.119 |
| 2 | France   | 6   | 3 | 1 | 1  | 1  | 0 | 8  | 5  | 1.6   | 290 | 260 | 1.115 |
| 3 | Serbie   | 3   | 3 | 0 | 1  | 1  | 1 | 5  | 8  | 0.625 | 256 | 293 | 0.874 |
| 4 | Canada   | 1   | 3 | 0 | 0  | 1  | 2 | 3  | 9  | 0.333 | 254 | 277 | 0.917 |
| # = classement; Pts = points; J = joués; G / Gt / Pt / P = gagnés 3-0 ou 3-1 / gagnés au tie-break 3-2 / perdus au tie-break 2-3 / perdus 1-3 ou 0-3; Sp / Sc / Ratio = sets pour / contre / ratio de sets pour/contre; Pp / Pc / Ratio = points pour / contre / ratio de points pour/contre |          |     |   |   |    |    |   |    |    |       |     |     |       |

### Groupe B
| # | Équipe  | Pts | J | G | Gt | Pt | P | Sp | Sc | Ratio | Pp  | Pc  | Ratio |
| 1 | Italie  | 9   | 3 | 3 | 0  | 0  | 0 | 9  | 2  | 4.5   | 269 | 224 | 1.201 |
| 2 | Pologne | 5   | 3 | 1 | 1  | 0  | 1 | 7  | 5  | 1.4   | 260 | 256 | 1.016 |
| 3 | Brésil  | 4   | 3 | 1 | 0  | 1  | 1 | 6  | 6  | 1     | 273 | 241 | 1.133 |
| 4 | Égypte  | 0   | 3 | 0 | 0  | 0  | 3 | 0  | 9  | 0     | 144 | 225 | 0.64  |
| # = classement; Pts = points; J = joués; G / Gt / Pt / P = gagnés 3-0 ou 3-1 / gagnés au tie-break 3-2 / perdus au tie-break 2-3 / perdus 1-3 ou 0-3; Sp / Sc / Ratio = sets pour / contre / ratio de sets pour/contre; Pp / Pc / Ratio = points pour / contre / ratio de points pour/contre |         |     |   |   |    |    |   |    |    |       |     |     |       |

### Groupe C
| # | Équipe     | Pts | J | G | Gt | Pt | P | Sp | Sc | Ratio | Pp  | Pc  | Ratio |
| 1 | États-Unis | 8   | 3 | 2 | 1  | 0  | 0 | 9  | 3  | 3     | 270 | 232 | 1.164 |
| 2 | Allemagne  | 6   | 3 | 1 | 1  | 1  | 0 | 8  | 5  | 1.6   | 287 | 264 | 1.087 |
| 3 | Japon      | 4   | 3 | 1 | 0  | 1  | 1 | 6  | 7  | 0.857 | 278 | 292 | 0.952 |
| 4 | Argentine  | 0   | 3 | 0 | 0  | 0  | 3 | 1  | 9  | 0.111 | 196 | 243 | 0.807 |
| # = classement; Pts = points; J = joués; G / Gt / Pt / P = gagnés 3-0 ou 3-1 / gagnés au tie-break 3-2 / perdus au tie-break 2-3 / perdus 1-3 ou 0-3; Sp / Sc / Ratio = sets pour / contre / ratio de sets pour/contre; Pp / Pc / Ratio = points pour / contre / ratio de points pour/contre |            |     |   |   |    |    |   |    |    |       |     |     |       |

### Classement des meilleurs troisièmes
| # | Équipe         | Pts | J | G | Gt | Pt | P | Sp | Sc | Ratio | Pp  | Pc  | Ratio |
| 1 | Brésil (gr. B) | 4   | 3 | 1 | 0  | 1  | 1 | 6  | 6  | 1     | 273 | 241 | 1.133 |
| 2 | Japon (gr. C)  | 4   | 3 | 1 | 0  | 1  | 1 | 6  | 7  | 0.857 | 278 | 292 | 0.952 |
| 3 | Serbie (gr. A) | 3   | 3 | 0 | 1  | 1  | 1 | 5  | 8  | 0.625 | 256 | 293 | 0.874 |
| # = classement; Pts = points; J = joués; G / Gt / Pt / P = gagnés 3-0 ou 3-1 / gagnés au tie-break 3-2 / perdus au tie-break 2-3 / perdus 1-3 ou 0-3; Sp / Sc / Ratio = sets pour / contre / ratio de sets pour/contre; Pp / Pc / Ratio = points pour / contre / ratio de points pour/contre |                |     |   |   |    |    |   |    |    |       |     |     |       |

## Phase finale
| # | Équipe     | Pts | J | G | Gt | Pt | P | Sp | Sc | Ratio | Pp  | Pc  | Ratio |
| 1 | Italie     | 9   | 3 | 3 | 0  | 0  | 0 | 9  | 2  | 4.5   | 269 | 224 | 1.201 |
| 2 | États-Unis | 8   | 3 | 2 | 1  | 0  | 0 | 9  | 3  | 3     | 270 | 232 | 1.164 |
| 3 | Slovénie   | 8   | 3 | 2 | 1  | 0  | 0 | 9  | 3  | 3     | 282 | 252 | 1.119 |
| 4 | France     | 6   | 3 | 1 | 1  | 1  | 0 | 8  | 5  | 1.6   | 290 | 260 | 1.115 |
| 5 | Allemagne  | 6   | 3 | 1 | 1  | 1  | 0 | 8  | 5  | 1.6   | 287 | 264 | 1.087 |
| 6 | Pologne    | 5   | 3 | 1 | 1  | 0  | 1 | 7  | 5  | 1.4   | 260 | 256 | 1.016 |
| 7 | Brésil     | 4   | 3 | 1 | 0  | 1  | 1 | 6  | 6  | 1     | 273 | 241 | 1.133 |
| 8 | Japon      | 4   | 3 | 1 | 0  | 1  | 1 | 6  | 7  | 0.857 | 278 | 292 | 0.952 |
| # = classement; Pts = points; J = joués; G / Gt / Pt / P = gagnés 3-0 ou 3-1 / gagnés au tie-break 3-2 / perdus au tie-break 2-3 / perdus 1-3 ou 0-3; Sp / Sc / Ratio = sets pour / contre / ratio de sets pour/contre; Pp / Pc / Ratio = points pour / contre / ratio de points pour/contre |            |     |   |   |    |    |   |    |    |       |     |     |       |

### Tableau final
|  | Quarts de finale | Quarts de finale |            |        | Demi-finales           | Demi-finales |  |  | Finale     | Finale |
|  | Quarts de finale | Quarts de finale |            |        | Demi-finales           | Demi-finales |  |  | Finale     | Finale |
|  |                  |                  |            |        |                        |              |  |  |            |        |
|  |                  |                  |            |        |                        |              |  |  |            |        |
|  |                  |                  |            |        |                        |              |  |  |            |        |
|  | [B1] Italie      | 3                |            |        |                        |              |  |  |            |        |
|  | [B1] Italie      | 3                |            |        |                        |              |  |  |            |        |
|  | [C3] Japon       | 2                |            |        |                        |              |  |  |            |        |
|  | [C3] Japon       | 2                | Italie     | 0      |                        |              |  |  |            |        |
|  |                  |                  | Italie     | 0      |                        |              |  |  |            |        |
|  |                  | France           | 3          |        |                        |              |  |  |            |        |
|  | [A2] France      | France           | 3          | 3      |                        |              |  |  |            |        |
|  | [A2] France      |                  |            | 3      |                        |              |  |  |            |        |
|  | [C2] Allemagne   | 2                |            |        |                        |              |  |  |            |        |
|  | [C2] Allemagne   | 2                | France     | 3      |                        |              |  |  |            |        |
|  |                  |                  | France     | 3      |                        |              |  |  |            |        |
|  |                  | Pologne          | 0          |        |                        |              |  |  |            |        |
|  | [C1] États-Unis  | Pologne          | 0          | 3      |                        |              |  |  |            |        |
|  | [C1] États-Unis  |                  |            | 3      |                        |              |  |  |            |        |
|  | [B3] Brésil      | 1                |            |        |                        |              |  |  |            |        |
|  | [B3] Brésil      | 1                | États-Unis | 2      |                        |              |  |  |            |        |
|  |                  |                  | États-Unis | 2      | Match pour la 3e place |              |  |  |            |        |
|  |                  | Pologne          | 3          |        |                        |              |  |  |            |        |
|  | [A1] Slovénie    | Pologne          | 3          | 1      |                        |              |  |  |            |        |
|  | [A1] Slovénie    |                  |            | 1      |                        |              |  |  |            |        |
|  | [B2] Pologne     | 3                |            | Italie | 0                      |              |  |  |            |        |
|  | [B2] Pologne     | 3                |            | Italie | 0                      |              |  |  |            |        |
|  |                  |                  |            |        |                        |              |  |  | États-Unis | 3      |
|  |                  |                  |            |        |                        |              |  |  | États-Unis | 3      |

## Classement final
| Rang                                | Nation     |
| ----------------------------------- | ---------- |
| Médaille d'or, Jeux olympiques      | France     |
| Médaille d'argent, Jeux olympiques  | Pologne    |
| Médaille de bronze, Jeux olympiques | États-Unis |
| 4                                   | Italie     |
| 5                                   | Japon      |
| 6                                   | Allemagne  |
| 7                                   | Brésil     |
| 8                                   | Slovénie   |
| 9                                   | Serbie     |
| 10                                  | Canada     |
| 11                                  | Argentine  |
| 12                                  | Égypte     |

## Distinctions individuelles
| - Meilleur joueur (MVP) Earvin Ngapeth - Meilleur passeur Antoine Brizard - Meilleur réceptionneur-attaquant Earvin Ngapeth Trévor Clévenot | - Meilleur central Taylor Averill Jakub Kochanowski - Meilleur attaquant Jean Patry - Meilleur libéro Jenia Grebennikov |